# Xiao Youmei
Xiao Youmei (født 7. januar 1884 i Zhongshan, Guangdong - død 31. december 1940 i Shanghai, Kina) var en kinesisk komponist, lærer, forfatter og pianist.
Xiao studerede klaver, pædagogik og stemmetræning i Japan (1901), studerede senere komposition i Tyskland på bl.a. Musikkonservatoriet i Leipzig (1913), og på Leipzig Universitet, hvor han tog en doktorgrad i musikvidenskab. Hans ph.d.-vejleder var Hugo Riemann. Xiao var en af de første kinesiske komponister, som mestrede vestlig klassisk kompositionsmusik og benyttede den i sine kompositioner. Han har skrevet orkesterværker, klaverstykker, korværker, kammermusik, instrumentalværker for mange instrumenter etc. Xiao underviste som lærer i komposition, og var medstifter af Musikkonservatoriet i Shanghai. Han har skrevet flere teoribøger om musik, og forskellige instruktionsbøger for mange instrumenter.

## Udvalgte værker
- Blomme Blomster i Sneen - for guitar og violin
- Minder - for guitar og violin
- Nocturne – for klaver op. 19 (1916)